# Helina maculata
Helina maculata är en tvåvingeart som först beskrevs av Stein 1900.  Helina maculata ingår i släktet Helina och familjen husflugor. Inga underarter finns listade i Catalogue of Life.